# Holbøll Group
Holbøll Group A/S er en dansk entreprenørvirksomhed med hovedkvarter i Næstved. Virksomheden er specialiseret i jordarbejde, beton, belægning og fundering. Holbøll ejes af Carl-Ole Holbøll igennem holdingselskabet C. HOLBØLL ApS. Det begyndte i 1947 da Carl Holbøll etablerede Sydsjællands Traktorkompagni, der i dag kendes som Holbøll A/S. Koncernen havde i 2023 ca. 200 ansatte og omsatte for 400 mio. kroner.